# 埃斯特韦斯-曼斯菲尔德-克拉克森方程
埃斯特韦斯 - 曼斯菲尔德 - 克拉克森方程（Estevez-Mansfield-Clarkson equation）是一个非线性偏微分方程：
{\displaystyle u_{tyyy}+\beta *u_{y}*u_{yt}+\beta *u_{yy}*u_{t}+u_{tt}=0}
U=u(x,y,t)。

## 解析解
{\displaystyle u(x,y,t)=_{C}5+_{C}6*(_{C}1+_{C}2*x+_{C}3*y+_{C}4*t)}
{\displaystyle u(x,y,t)=_{C}5+6*_{C}3*cot(_{C}1+_{C}2*x+_{C}3*y+4*_{C}3^{3}*t)/\beta }
{\displaystyle u(x,y,t)=_{C}5+6*_{C}3*coth(_{C}1+_{C}2*x+_{C}3*y-4*_{C}3^{3}*t)/\beta }
{\displaystyle u(x,y,t)=_{C}5-6*_{C}3*tan(_{C}1+_{C}2*x+_{C}3*y+4*_{C}3^{3}*t)/\beta }
{\displaystyle u(x,y,t)=_{C}5+6*_{C}3*tanh(_{C}1+_{C}2*x+_{C}3*y-4*_{C}3^{3}*t)/\beta }
{\displaystyle }
{\displaystyle }
{\displaystyle }
{\displaystyle }
{\displaystyle }
{\displaystyle }
{\displaystyle }
{\displaystyle }
{\displaystyle }
{\displaystyle }

## 行波图
|  |  |

|  |  |

|  |